# مطار الشهيد صبيرة
مطار الشهيد صبيرة أو مطار الجنينة هو مطار داخلي يخدم مدينة الجنينة في السودان.

## معرض الصور

## شركات الطيران
| شركات الطيران | الوجهات |
| ------------- | ------- |
| بدر للطيران   | الخرطوم |